# Sœurs sacramentines de Bergame
Les sœurs sacramentines de Bergame (en latin : Sororum a Sanctissimo Sacramento) sont une congrégation religieuse féminine enseignante et adoratrice de droit pontifical.

## Historique
La congrégation est fondée le 15 décembre 1882 à Bergame par le père François Spinelli (1853-1913) et Gertrude Comensoli (1847-1903) dans le but de pratiquer l'adoration eucharistique et d'éduquer les jeunes filles pauvres. Après une faillite en 1889, Spinelli part avec quelques religieuses dans une maison à Rivolta d'Adda dirigée par son frère.
Les sœurs sacramentines de Bergame se réfugient temporairement à Comazzo dans le diocèse de Lodi ; grâce à Mgr Guindani, évêque de Bergame qui recommande élogieusement les sœurs sacramentines à Mgr Rota, évêque de Lodi, ce dernier érige canoniquement les sacramentines en institut de droit diocésain par décret du 8 septembre 1891.
En 1892 la congrégation est divisée en deux branches, celle de Bergame dirigée par mère Comensoli et celle des adoratrices du Saint Sacrement de Rivolta dirigée par Spinelli.
L'institut obtient le décret de louange le 11 avril 1900, il est définitivement approuvé par le Saint-Siège le 14 décembre 1906 ; ses constitutions sont approuvées le 5 juin 1910.

## Activités et diffusion
Les sacramentines se consacrent à l'adoration du Saint-Sacrement et à l'enseignement dans les jardins d'enfants, les écoles, les internats et les aumôneries.
Elles sont présentes en:
- Europe : Italie, Croatie.
- Amérique : Bolivie, Brésil, Équateur.
- Afrique : Kenya, Malawi, Tanzanie.

La maison généralice est à Bergame.
En 2017, la congrégation comptait 590 sœurs dans 78 maisons.